# عشم الشيمي
عشم الله مكادي عبد العليم الشيمي ويشتهر عشم الله مكادي وعشم الشيمي (مواليد 11 يونيو 1976) هو كاتب مصري من محافظة المنيا، له مؤلفات متعددة وحاز على عدة جوائز.

## تعليمه
تخرج عام 2000 من كلية الإعلام بجامعة القاهرة بتخصص علاقات عامة وإعلان.

## مؤلفاته
| م | العمل                                              | عام الإصدار | الناشر                        | عدد الصفحات | رقم تعريفي           | مراجع             |
| - | -------------------------------------------------- | ----------- | ----------------------------- | ----------- | -------------------- | ----------------- |
| 1 | الوقت والمسافة                                     | 2005        | نشر خاص                       | 55          |                      | [ 1 ]             |
| 2 | تاريخ مناسب لأحزان عائلية                          | 2014        | دار أكتب للنشر والتوزيع       |             |                      | [ 2 ] [ 3 ] [ 4 ] |
| 3 | النص من المكتوب إلى المرئي: السينما المصرية نموذجًا | 2015        | الهيئة العامة لقصور الثقافة   | 176         | (ردمك 9789779204949) | [ 5 ]             |
| 4 | الفراغ (سيرة الوقت)                                | 2018        | دار الهدف للنشر والتوزيع      |             |                      | [ 6 ] [ 7 ]       |
| 5 | صندوق الضحايا                                      | 2018        | روافد للنشر والتوزيع          | 122         |                      | [ 8 ] [ 9 ]       |
| 6 | فندق هادي                                          | 2020        | دار ابن النفيس للنشر والتوزيع |             |                      | [ 10 ]            |

## الجوائز
- جائزة الهيئة العامة لقصور الثقافة، المسابقة الأدبية المركزية، المركز الثاني، 2020، عن ديوان «مواقيت أبي»[11]
- جائزة الهيئة العامة لقصور الثقافة، المسابقة الأدبية المركزية، المركز الأول، 2015، عن دراسة نقدية بعنوان «النص من المكتوب إلى المرئي السينما المصرية نموذجًا»[11][12][13]
- مسابقة ساقية الصاوي الأدبية، المركز الثاني، 2012، عن رواية «تاريخ مناسب لأحزان عائلية»[14]
- جائزة الهيئة العامة لقصور الثقافة، المسابقة الأدبية المركزية، الجائزة الثانية، 2010، عن المجموعة القصصية «أوراق صفراء»[1][11]
- جائزة مركز رامتان الثقافي، 2009[1]
- جائزة الهيئة العامة لقصور الثقافة، المسابقة الأدبية المركزية، المركز الثالث، 2007[1][11]
- جائزة مركز رامتان الثقافي، 2005[1]
- جائزة المجلس الأعلى للثقافة، 2003[1]